# Liste des titres musicaux numéro un en Allemagne en 1996
Cette page liste les titres numéro un dans les meilleures ventes de disques en Allemagne pour l'année 1996 selon Media Control Charts.
Les classements sont issus des 100 meilleures ventes de singles et des 100 meilleures ventes d'albums. Ils se déroulent du vendredi au jeudi, et sont publiés le mardi par l'industrie musicale allemande.

## Classement des singles
| №  | Date         | Artiste                          | Titre                              |
| -- | ------------ | -------------------------------- | ---------------------------------- |
| 1  | 5 janvier    | Michael Jackson                  | Earth Song                         |
| 2  | 12 janvier   | Michael Jackson                  | Earth Song                         |
| 3  | 19 janvier   | Coolio                           | Gangsta's Paradise                 |
| 4  | 26 janvier   | Coolio                           | Gangsta's Paradise                 |
| 5  | 2 février    | Everything but the Girl          | Missing (Todd Terry Remix)         |
| 6  | 9 février    | Everything but the Girl          | Missing (Todd Terry Remix)         |
| 7  | 16 février   | Babylon Zoo                      | Spaceman                           |
| 8  | 23 février   | Fool's Garden                    | Lemon Tree                         |
| 9  | 1er mars     | Fool's Garden                    | Lemon Tree                         |
| 10 | 8 mars       | Fool's Garden                    | Lemon Tree                         |
| 11 | 15 mars      | Fool's Garden                    | Lemon Tree                         |
| 12 | 22 mars      | Robert Miles                     | Children                           |
| 13 | 29 mars      | Robert Miles                     | Children                           |
| 14 | 5 avril      | Robert Miles                     | Children                           |
| 15 | 12 avril     | Robert Miles                     | Children                           |
| 16 | 19 avril     | Robert Miles                     | Children                           |
| 17 | 26 avril     | Robert Miles                     | Children                           |
| 18 | 3 mai        | Robert Miles                     | Children                           |
| 19 | 10 mai       | Michael Jackson                  | They Don't Care About Us           |
| 20 | 17 mai       | Michael Jackson                  | They Don't Care About Us           |
| 21 | 24 mai       | Michael Jackson                  | They Don't Care About Us           |
| 22 | 31 mai       | Los del Río                      | Macarena                           |
| 23 | 7 juin       | Los del Río                      | Macarena                           |
| 24 | 14 juin      | Los del Río                      | Macarena                           |
| 25 | 21 juin      | Los del Río                      | Macarena                           |
| 26 | 28 juin      | The Fugees                       | Killing Me Softly with His Song    |
| 27 | 5 juillet    | The Fugees                       | Killing Me Softly with His Song    |
| 28 | 12 juillet   | The Fugees                       | Killing Me Softly with His Song    |
| 29 | 19 juillet   | The Fugees                       | Killing Me Softly with His Song    |
| 30 | 26 juillet   | The Fugees                       | Killing Me Softly with His Song    |
| 31 | 2 août       | The Fugees                       | Killing Me Softly with His Song    |
| 32 | 9 août       | The Fugees                       | Killing Me Softly with His Song    |
| 33 | 16 août      | The Fugees                       | Killing Me Softly with His Song    |
| 34 | 23 août      | The Kelly Family                 | I Can’t Help Myself                |
| 35 | 30 août      | The Fugees                       | Killing Me Softly with His Song    |
| 36 | 6 septembre  | The Kelly Family                 | I Can’t Help Myself                |
| 37 | 13 septembre | Spice Girls                      | Wannabe                            |
| 38 | 20 septembre | Spice Girls                      | Wannabe                            |
| 39 | 27 septembre | Spice Girls                      | Wannabe                            |
| 40 | 4 octobre    | Spice Girls                      | Wannabe                            |
| 41 | 11 octobre   | Die Toten Hosen                  | Zehn kleine Jägermeister           |
| 42 | 18 octobre   | Die Toten Hosen                  | Zehn kleine Jägermeister           |
| 43 | 25 octobre   | Die Toten Hosen                  | Zehn kleine Jägermeister           |
| 44 | 1er novembre | Die Toten Hosen                  | Zehn kleine Jägermeister           |
| 45 | 8 novembre   | Backstreet Boys                  | Quit Playing Games (With My Heart) |
| 46 | 15 novembre  | Backstreet Boys                  | Quit Playing Games (With My Heart) |
| 47 | 22 novembre  | Backstreet Boys                  | Quit Playing Games (With My Heart) |
| 48 | 29 novembre  | Backstreet Boys                  | Quit Playing Games (With My Heart) |
| 49 | 6 décembre   | Tic Tac Toe (de)                 | Verpiss Dich                       |
| 50 | 13 décembre  | Sarah Brightman & Andrea Bocelli | Time to say goodbye                |
| 51 | 20 décembre  | Sarah Brightman & Andrea Bocelli | Time to say goodbye                |
| 52 | 27 décembre  | Sarah Brightman & Andrea Bocelli | Time to say goodbye                |

## Classement des albums
| №  | Date         | Artiste          | Titre                   |
| -- | ------------ | ---------------- | ----------------------- |
| 1  | 5 janvier    | Queen            | Made in Heaven          |
| 2  | 12 janvier   | Queen            | Made in Heaven          |
| 3  | 19 janvier   | Queen            | Made in Heaven          |
| 4  | 26 janvier   | Queen            | Made in Heaven          |
| 5  | 2 février    | Queen            | Made in Heaven          |
| 6  | 9 février    | Die Toten Hosen  | Opium fürs Volk         |
| 7  | 16 février   | Die Toten Hosen  | Opium fürs Volk         |
| 8  | 23 février   | Die Toten Hosen  | Opium fürs Volk         |
| 9  | 1er mars     | Die Toten Hosen  | Opium fürs Volk         |
| 10 | 8 mars       | Fool's Garden    | Dish of the Day         |
| 11 | 15 mars      | Peter Maffay     | Maffay 96               |
| 12 | 22 mars      | Peter Maffay     | Maffay 96               |
| 13 | 29 mars      | Peter Maffay     | Maffay 96               |
| 14 | 5 avril      | Take That        | Greatest Hits           |
| 15 | 12 avril     | Take That        | Greatest Hits           |
| 16 | 19 avril     | Take That        | Greatest Hits           |
| 17 | 26 avril     | Take That        | Greatest Hits           |
| 18 | 3 mai        | Take That        | Greatest Hits           |
| 19 | 10 mai       | Take That        | Greatest Hits           |
| 20 | 17 mai       | Backstreet Boys  | Backstreet Boys         |
| 21 | 24 mai       | Backstreet Boys  | Backstreet Boys         |
| 22 | 31 mai       | Eros Ramazzotti  | Dove c'è musica         |
| 23 | 7 juin       | Eros Ramazzotti  | Dove c'è musica         |
| 24 | 14 juin      | Metallica        | Load                    |
| 25 | 21 juin      | Metallica        | Load                    |
| 26 | 28 juin      | Metallica        | Load                    |
| 27 | 5 juillet    | Metallica        | Load                    |
| 28 | 12 juillet   | The Fugees       | The Score               |
| 29 | 19 juillet   | The Fugees       | The Score               |
| 30 | 26 juillet   | The Fugees       | The Score               |
| 31 | 2 août       | The Fugees       | The Score               |
| 32 | 9 août       | The Fugees       | The Score               |
| 33 | 16 août      | The Fugees       | The Score               |
| 34 | 23 août      | The Fugees       | The Score               |
| 35 | 30 août      | Pur              | Live – Die Zweite       |
| 36 | 6 septembre  | Pur              | Live – Die Zweite       |
| 37 | 13 septembre | Pur              | Live – Die Zweite       |
| 38 | 20 septembre | Pur              | Live – Die Zweite       |
| 39 | 27 septembre | Pur              | Live – Die Zweite       |
| 40 | 4 octobre    | R.E.M.           | New Adventures in Hi-Fi |
| 41 | 11 octobre   | R.E.M.           | New Adventures in Hi-Fi |
| 42 | 18 octobre   | Wolfgang Petry   | Alles                   |
| 43 | 25 octobre   | Phil Collins     | Dance into the Light    |
| 44 | 1er novembre | Phil Collins     | Dance into the Light    |
| 45 | 8 novembre   | The Kelly Family | Almost Heaven           |
| 46 | 15 novembre  | The Kelly Family | Almost Heaven           |
| 47 | 22 novembre  | The Kelly Family | Almost Heaven           |
| 48 | 29 novembre  | The Kelly Family | Almost Heaven           |
| 49 | 6 décembre   | The Kelly Family | Almost Heaven           |
| 50 | 13 décembre  | The Kelly Family | Almost Heaven           |
| 51 | 20 décembre  | Andrea Bocelli   | Bocelli                 |
| 52 | 27 décembre  | Andrea Bocelli   | Bocelli                 |

## Hit-Parade des singles de l'année
1. Los del Río – Macarena (Bayside Boys Remix)
2. Faithless – Insomnia
3. Robert Miles – Children
4. Fool's Garden – Lemon Tree
5. Mr. President – Coco Jamboo
6. The Fugees – Killing Me Softly
7. Michael Jackson – They Don't Care About Us
8. Kelly Family – I Can’t Help Myself (I Love You, I Want You)
9. No Mercy (en) – Where Do You Go
10. Die Toten Hosen – Zehn kleine Jägermeister